# Otto Granström
Otto Emil Granström (* 4. Oktober 1887 in Hätilä, Hämeenlinna; † 1. Mai 1941 in Nurmijärvi) war ein finnischer Turner.

## Leben und Karriere
Granström wurde als Sohn des Bahnwärters Karl Otto Granström (1843–1910) und dessen Ehefrau Johanna Elisabeth geb. Olin (1847–1913) geboren und betätigte sich im studentischen Turnverein Ylioppilasvoimistelijat aus der großfürstentümlichen Hauptstadt Helsinki. Im Jahre 1909 gewann Granström mit dem Verein die nationale Mehrkampf-Meisterschaft. Er nahm als Mitglied der finnischen Turnriege an den Olympischen Sommerspielen 1908 in London teil, die den Mannschaftsmehrkampf mit insgesamt 405 von 480 möglichen Punkten die Bronzemedaille gewann. Der Mehrkampf bestand aus einer bis zu 30 Minuten dauernden Gruppenübung nach dem schwedischen System. Der 26-köpfigen Riege gehörten außerdem Eino Forsström, Johan Kemp, Iivari Kyykoski, Heikki Lehmusto, John Lindroth, Edvard Linna, Yrjö Linko, Edvard Linna, Matti Markkanen, Kalle Mikkolainen, Veli Nieminen, Kalle Paasia, Arvi Pohjanpää, Aarne Pohjonen, Eino Railio, Ale Riipinen, Arno Saarinen, Einar Sahlstein, Aarne Salovaara, Torsten Sandelin, Elis Sipilä, Viktor Smeds, Kaarlo Soinio, Kurt Stenberg, Väinö Tiiri und Magnus Wegelius an.
Granström legte 1906 sein Reifezeugnis ab und beendete 1910 seine Ausbildung als Förster. Im Finnischen Bürgerkrieg (1917–1918) diente er als Freiwilliger in der Weißen Armee und wurde deshalb mit der „Gedenkmedaille des Freiheitskrieges“ (finnisch Vapaussodan muistomitali) ausgezeichnet. Granström war seit 1925 als Geschäftsführer des Dampfsägewerks Hämeenlinna tätig. Er heiratete im Jahr 1914 Agnes Katarina geb. Lönn (1889–1979) und wurde nach seinem Tod im Alter von 53 Jahren auf dem Friedhof Ahvenisto begraben.